# Neotame
Neotame é o adoçante mais potente que existe, sendo 8 mil vezes mais que o açúcar comum. Foi desenvolvido pela empresa que produz aspartame desde a década de 1960. Assim como o aspartame, não tem gosto residual e o sabor se parece bastante com o do açúcar comum. A diferença é que o neotame pode ser aquecido e não se estraga tão facilmente quanto o aspartame. Usado em escala industrial para o preparo de bebidas diet.